# West Stafford
West Stafford est une paroisse civile et un village du Dorset, en Angleterre.